# Зилупе
Зилупе (произношение) (на латвийски: Zilupe) е град в източна Латвия, намиращ се в историческата област Латгале и в административен район Лудза. Градът се намира на границата с Русия и е последна спирка от железопътната линия Рига-Зилупе. През града минава международният път Е22, който свързва Великобритания с Русия през Холандия, Германия и Швеция. През 1931 година Зилупе получава статут на град.